# Severin von Eckardstein
Severin von Eckardstein est un pianiste allemand né le 1er août 1978 à Düsseldorf.

## Biographie
Formé par Barbara Szczepanska au Conservatoire Robert Schumann à Düsseldorf, Severin von Eckardstein reçoit ensuite les conseils de Karl-Heinz Kaemmerling à Salzbourg, avant d'achever un cycle de perfectionnement en Italie, à l'Académie internationale du piano (Lac de Côme).
Après avoir obtenu le premier prix du concours Steinway (Hambourg) en 1990, il se voit décerner en 1998 le premier prix du concours Arthur Schnabel (Berlin) et devient en cette même année lauréat du concours Busoni et du concours international ARD de Munich.
Cependant, c'est l'année 2003 qui marque un tournant majeur dans son parcours d'artiste puisqu'il obtient le premier prix du prestigieux Concours musical international Reine Élisabeth de Belgique.
Depuis cette distinction, il mène une carrière de concertiste de niveau international et participe à de nombreux festivals. Il s'est produit à plusieurs reprises au Concertgebouw d'Amsterdam.

## Discographie
- Œuvres pour piano de Messiaen / Janáček / Prokofiev, 1 CD, Dabringhaus & Grimm
- Œuvres pour piano d'Alexandre Glazounov, 1 CD, Dabringhaus & Grimm
- Concerto pour piano no 1 en fa mineur, op. 92, d'Alexandre Glazounov, 1 CD, Fuga Libera, 2006
- Œuvres pour piano de Mozart – Hummel / Schubert / Ravel / Prokofiev, 2 CD, Avi-Edition Piano Festival Ruhr, 2006
- Œuvres pour piano de Nikolai Medtner, 1 CD, Dabringhaus & Grimm, 2007
- Sonates pour piano de Franz Schubert, D.840 & D. 959, 1 CD, Fuga Libera, 2010
- Fantasiestücke de Robert Schumann, 1 CD Radio Bremen/Avi-Edition, 2017
- Œuvres pour piano de Debussy et Dupont, 1 CD, Fuga Liber, 2018